# Prószków
Prószków (en alemán, Proskau) es una ciudad del voivodato de Opole, en Polonia, con 2.660 habitantes (2004). Prószków/Proskau fue declarada como comuna bilingüe en polaco y alemán desde 2006.
El 29 de julio de 1921 se registró aquí una temperatura de 40,2 °C. Desde entonces es la temperatura más alta registrada nunca en ninguna ciudad ubicada en lo que actualmente es Polonia. En aquella época la ciudad era parte de Alemania.

## Hermanamientos
Prószków está hermanada con:
- Pruszków,  Polonia
- Hünfeld,  Alemania